# Charmes-sur-l’Herbasse
Charmes-sur-l’Herbasse ist eine französische Gemeinde mit 823 Einwohnern (Stand: 1. Januar 2022) im Département Drôme in der Region Auvergne-Rhône-Alpes (vor 2016 Rhône-Alpes); sie gehört zum Arrondissement Valence und zum Kanton Drôme des collines. Die Einwohner werden Charmois und Charmoises genannt.

## Geographie
Charmes-sur-l’Herbasse liegt etwa 28 Kilometer nordnordöstlich von Valence an der Herbasse. Umgeben wird Charmes-sur-l’Herbasse von den Nachbargemeinden Bathernay im Nordwesten und Norden, Montchenu im Norden und Nordosten, Crépol im Nordosten und Osten, Margès im Osten und Süden, Saint-Donat-sur-l’Herbasse im Südwesten und Westen sowie Ratières im Westen und Nordwesten.

## Bevölkerungsentwicklung
| Jahr                       | 1962 | 1968 | 1975 | 1982 | 1990 | 1999 | 2006 | 2019 |
| Einwohner                  | 497  | 455  | 449  | 530  | 631  | 713  | 840  | 887  |
| Quellen: Cassini und INSEE |      |      |      |      |      |      |      |      |

## Sehenswürdigkeiten
- Kirche Saint-Alban
- Burg von Charmes mit Kapelle, ursprünglich aus dem 11. Jahrhundert, Monument historique seit 1986

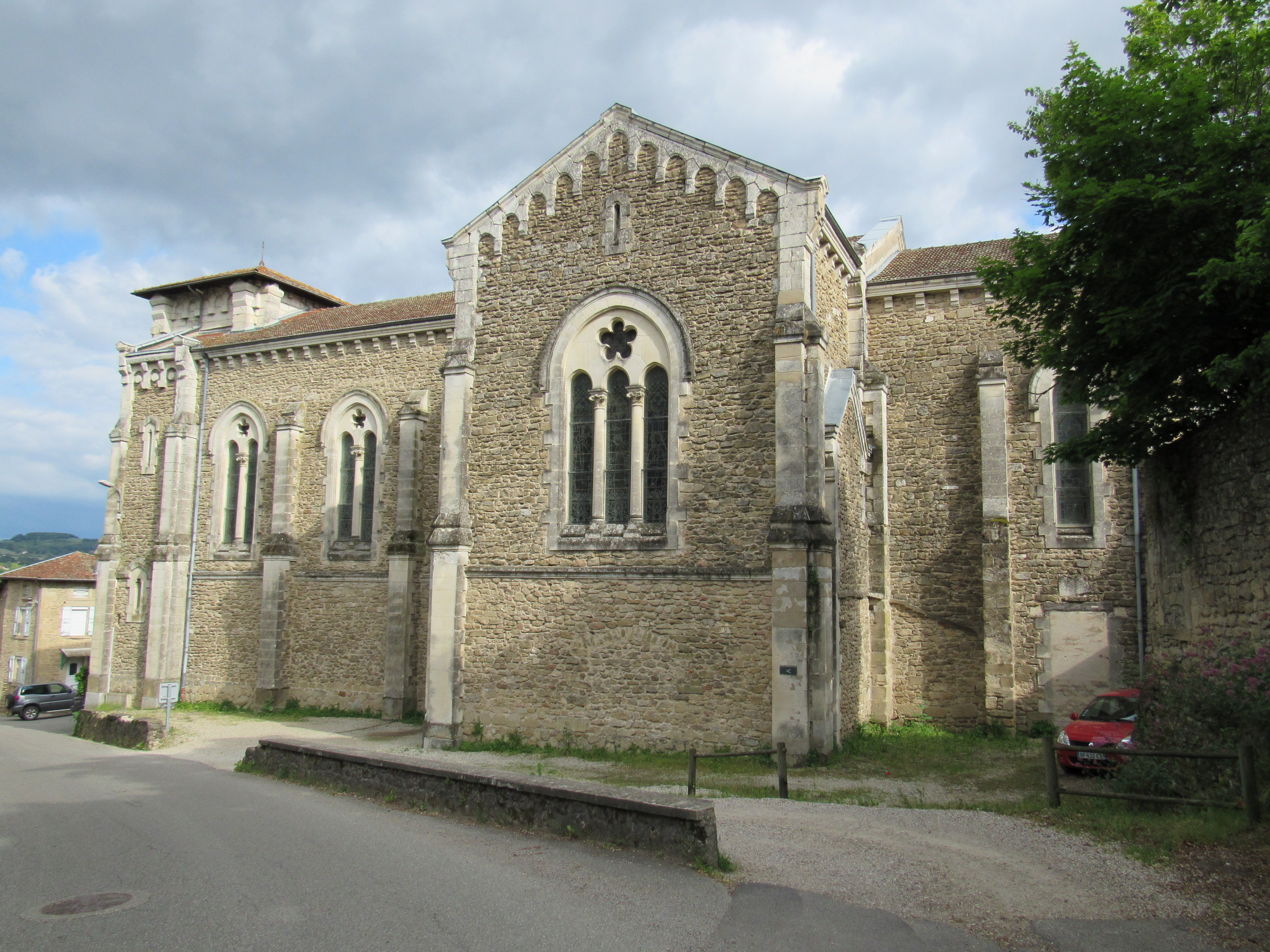
Kirche Saint-Alban
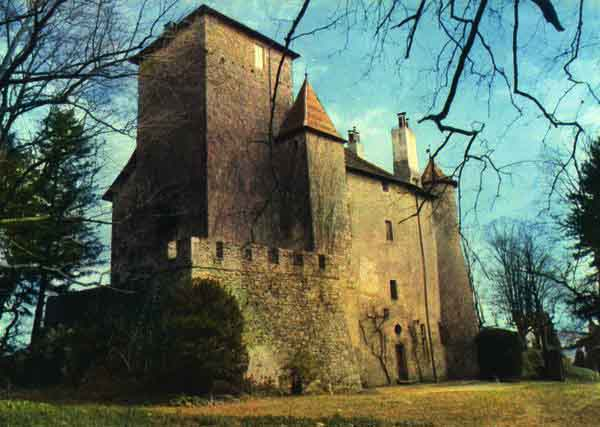
Burg